# Hermannia rubra
Hermannia rubra är en kvalsterart som först beskrevs av Hammer 1966.  Hermannia rubra ingår i släktet Hermannia och familjen Hermanniidae. Inga underarter finns listade i Catalogue of Life.